# Флиз
Флиз (фр. Flize) — коммуна во Франции, находится в регионе Шампань — Арденны. Департамент — Арденны. Административный центр кантона Флиз. Округ коммуны — Шарлевиль-Мезьер.
Код INSEE коммуны — 08173.
Коммуна расположена приблизительно в 200 км к северо-востоку от Парижа, в 90 км севернее Шалон-ан-Шампани, в 10 км к юго-востоку от Шарлевиль-Мезьера.

## Население
Население коммуны на 2008 год составляло 1156 человек.
| 1962 | 1968 | 1975 | 1982 | 1990 | 1999 | 2008 |
| ---- | ---- | ---- | ---- | ---- | ---- | ---- |
| 1200 | 1228 | 1004 | 1015 | 1239 | 1277 | 1156 |

## Экономика
В 2007 году среди 793 человек в трудоспособном возрасте (15—64 лет) 564 были экономически активными, 229 — неактивными (показатель активности — 71,1 %, в 1999 году было 67,2 %). Из 564 активных работали 506 человек (283 мужчины и 223 женщины), безработных было 58 (27 мужчин и 31 женщина). Среди 229 неактивных 81 человек были учениками или студентами, 70 — пенсионерами, 78 были неактивными по другим причинам.